# 新潟県立佐渡高等学校
新潟県立佐渡高等学校（にいがたけんりつ さどこうとうがっこう）は、新潟県佐渡市石田に所在する県立高等学校。2019年現在佐渡島内に設置されている4つの高等学校・中等教育学校のうちの1つであり、校舎は佐和田地区（旧佐和田町）に設けられているほか、相川地区（旧相川町）に相川分校がある。同分校については新潟県立相川高等学校を参照。
佐和田の校舎は海抜29mの高台に建ち、校舎4階から日本海に沈む夕日を眺めることができる。通称は、佐高（さこう）。

## 沿革

### 佐渡高等学校
- 1896年 - 佐渡郡全町村組合立佐渡尋常中學校として創立。
- 1898年 - 校舎新築。
- 1900年 - 県へ移管、新潟縣立佐渡中學校と改称。
- 1916年 - 皇太子裕仁親王（昭和天皇）行啓。
- 1948年 - 学制改革により、新潟県立佐渡高等学校となる。普通科、定時制、真野分室を設置。
- 1949年 - 沢根分室を設置。
- 1950年 - 新潟県立河原田女子高等学校を統合。
- 1951年 - 定時制真野分室・沢根分室を分校とする。北校舎正面本館増改築。
- 1955年 - 定時制課程中心校生徒募集停止。
- 1956年 - 皇太子明仁親王（後の明仁上皇）行啓。
- 1957年 - 現在地に統合校舎完成し、全生徒収容、2号館3号館増改築。真野分校新築落成。
- 1958年 - 体育館新築。
- 1966年 - 中央本館新築。音楽教室、柔道場新築。
- 1971年 - 25メートルプール完成。
- 1976年 - 真野分校募集停止。
- 1978年 - 沢根分校募集停止。2号館新築落成。
- 1980年 - 本館新築落成。
- 1981年 - 第二体育館落成。
- 1983年 - 第一体育館落成。
- 1984年 - 格技場・音楽室落成。
- 1988年 - 旧獅子ヶ城会館落成。（後のセミナーハウス）
- 1991年 - グラウンド大改修工事完了。
- 1994年 - トレーニングルーム落成。
- 1996年 - 創立100周年記念式典挙行。創立100周年記念会館「獅子ヶ城会館」落成。
- 1998年 - 公共下水道工事竣工。
- 1999年 - 大学入試センター試験　新潟大学佐渡会場となる。
- 2003年 - 普通教室にPTAから冷房設置。グラウンド大規模改修。
- 2004年 - 新潟県立佐渡女子高等学校を統合。
- 2006年 - 金井校舎閉校。創立110周年記念事業として旧寮跡地整備。創立110周年記念式典挙行。
- 2008年 - 特別教室棟大規模改修工事完了。
- 2011年 - 第83回選抜高等学校野球大会「21世紀枠」出場。登校路等LED外灯工事完了。
- 2012年 - オンリーワンスクール・ステップアップ・グローバル人材育成事業指定校となる。屋内練習場落成。甲子園出場記念石碑建立。プール解体工事完了。管理普通教室棟大規模改修完了。
- 2014年 - 新潟県立相川高等学校を統合し、相川分校（定時制課程）を設置。
- 2015年 - 文部科学省「主長部局等との協働による新たな学校モデルの構築事業」の指定校となる。
- 2016年 - 創立120周年記念式典挙行。創立120周年記念行事として普通教室15クラスに電子黒板の導入。文化祭が『蒼穹祭』に変更。
- 2017年 - 電子黒板を4台増設。（多目的教室3台+社会科教室1台）

### 佐渡女子高等学校
- 1911年 - 組合立佐渡実科高等女学校として創立。
- 1922年 - 組合立佐渡高等女学校に改組、河原田に位置変更。
- 1948年 - 学制改革により、組合立佐渡中央高等学校となる。普通科、定時制を設置。
- 1952年 - 金沢村立佐渡中央高等学校と改称。
- 1953年 - 県へ移管、新潟県立金沢高等学校と改称。
- 1956年 - 専攻科を設置。
- 1960年 - 定時制を募集停止。
- 1966年 - 新潟県立佐渡女子高等学校と改称。
- 1986年 - 専攻科を閉科。
- 2004年 - 新潟県立佐渡高等学校へ統合、校舎は佐渡高等学校金井校舎として使用。

## 校歌・応援歌

### 校歌
- 『新潟県立佐渡高等学校校歌』（藤川忠治作詞／林光作曲）[1] ‐ 作詞者の藤川は旧制佐渡高校、東京帝国大学卒の国文学者・歌人[2]。藤川と林は縁戚[3]。

### 応援歌
- 本間光順作詞／山本郁作曲

### 蒼穹高く
- 中山立平作詞

## 部活動

### 運動部
- 空手道部
- 剣道部
- サッカー部
- ソフトテニス部
- 卓球部
- バスケットボール部
- バドミントン部
- バレーボール部 - 男子バレーボール部が、2020年1月に行われた第72回全日本バレーボール高等学校選手権大会（春高バレー）に出場した[4][5]。
- 野球部 - 2008年夏（第90回）では、佐渡勢初の甲子園出場が期待されたが、準優勝に終わった。2011年春（第83回）へ21世紀枠での出場を果たしたが、一回戦で強豪である智弁和歌山と対戦するも1-8で敗れた。
- 陸上競技部

### 文化部
- 囲碁将棋部
- 英語部
- 演劇部
- 音楽部
- 郷土芸能部 - 第27回新潟県高等学校総合文化祭郷土芸能部門県発表会　最優秀賞
- クイズ部
- 茶花部
- 自然科学部 - 平成27年度より化学部・生物部・地学部・物理部が自然科学部に統合
  - 化学班
  - 生物班
  - 地学班
  - 物理班
- 写真部
- 書道部
- 吹奏楽部
- 生徒会新聞広報部（委員会より部活動へ移設）
- 美術部 - 第10回全国高等学校版画選手権大会　文部科学大臣賞「佐渡を食らう」
- 文芸・アニメ部

## 専門委員会
- 応援団
- 会誌委員会 - 生徒会誌「獅子ヶ城」の作成等
- 生活委員会
- 図書委員会
- 放送委員会
- 保健委員会

## 主な行事
- 6月 - 体育祭
- 7月 - 球技大会
- 9月 - 蒼穹祭（文化祭）・マラソン大会
- 10月 - 創立記念日
- 2月 - 球技大会
- 3月 - SCP発表会（セルフチャレンジプラン）個人又はグループで研究テーマを設定し、研究内容を発表する。総合学習活動の一環である。
- 芸術鑑賞会（三年に一度行われる。平成28年度実施。）

## 「首長部局等との協働による新たな学校モデルの構築事業」の主な取り組み
- 佐渡地区高校生海外研修（ヘイワード研修）
- 佐渡地区英語スピーチコンテスト
- 佐渡地区高校生英語ガイドと観光ボランティアの養成
- 佐渡地区高校生デイリーイングリッシュキャンプ
- 佐渡地区グローバル人材育成プログラムの開発

## 校舎・施設
校舎は4階建ての本館（管理普通教室棟）と別館からなり、別館には特別教室がある。本館の教室には、120周年記念事業として計15台の電子黒板が導入された。
本館別館ともに屋上への出入り口は常に施錠されているが、本館と別館を結ぶ青空廊下は常時利用可能である。（降雪時を除く）
サステナビリティ学の一環として、テニスコート脇に太陽光パネルが設置された。
エアコンは、本館のほぼ全ての教室、別館の一部教室に設置されている。夏になるとエアコンを動かすための発動機が生徒玄関脇に設置される。
食堂があった建物は、現在食堂として使用されておらず代わりに吹奏楽部が部室として利用している。(建物の老朽化、土砂災害警戒区域への指定により現在使用禁止)
体育館は、第1体育館と第2体育館がある。
第一体育館脇には、セミナーハウスがあり合宿などで使用されている。
校舎へ登る坂の途中には100周年記念会館である獅子ケ城会館があり、PTAの集会等で利用されている。
グラウンドには一周400mのトラックがあり、佐渡市中学校陸上競技大会で利用されたこともある。（佐渡市陸上競技場の改修工事期間中）
第一体育館奥には、2012年に屋内練習場が建設された。建設地は、水泳用プールを埋め立てしたプール跡地である。このため現在は、プールが存在しない。

## 立地・アクセス

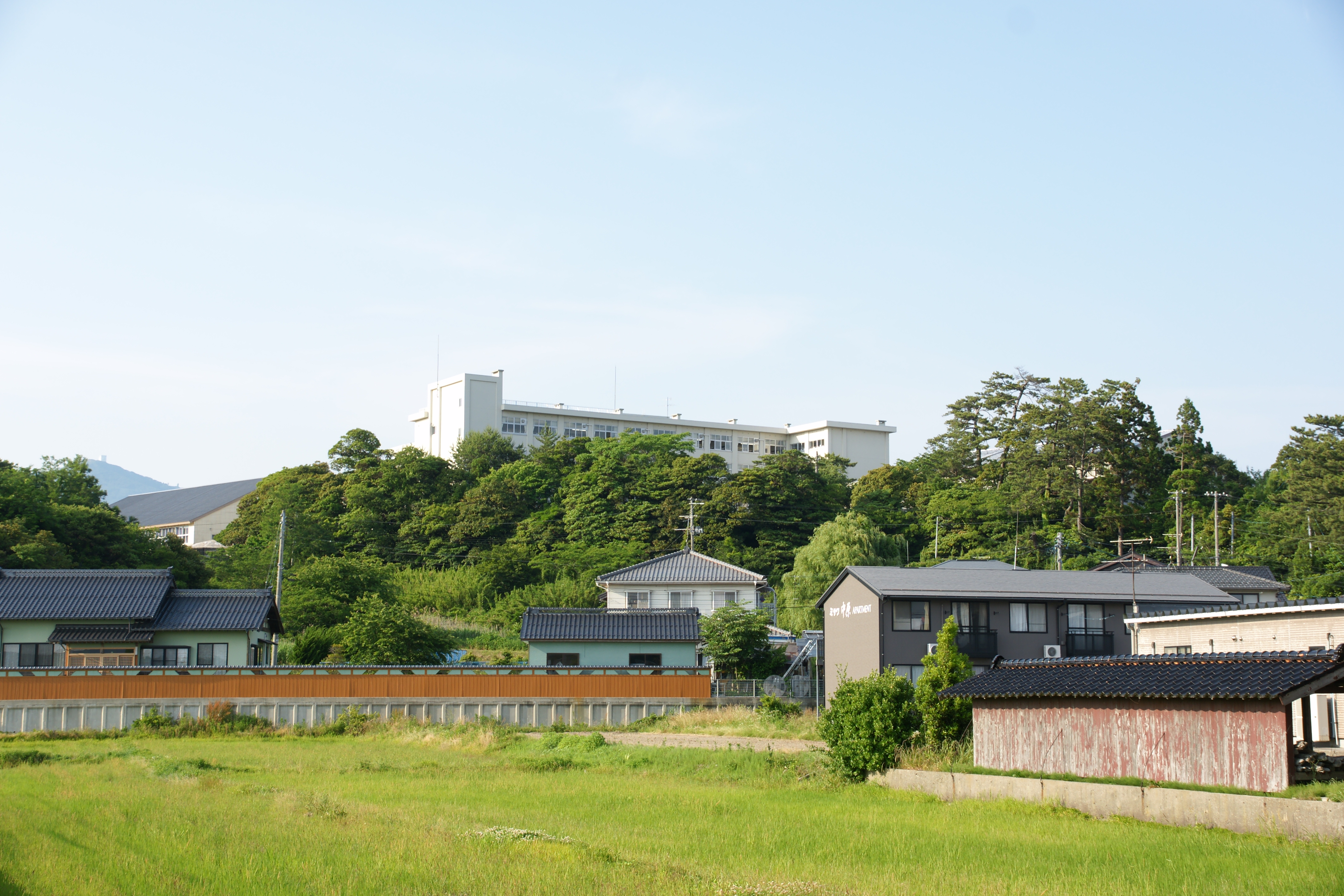
獅子ケ城跡に建つ佐渡高校

佐渡市の中心街である佐和田地区にあり、佐渡の中では比較的交通の便が良い。
校舎は、獅子ケ城（河原田城）跡の高台に建っている。
国道から校舎へ登る道は、佐渡高校入口の交差点と石田川沿いの大きく2つがある。
グラウンド脇には、アミューズメント佐渡（佐渡中央文化会館）へと通じる裏道があり、野球部の生徒が佐和田球場へ移動際に頻繁に用いられる。

### アクセス
佐渡島内の公共交通機関は路線バスのみのため、生徒の多くは路線バスを利用して通学している。
- 新潟交通佐渡「鍛治町中原[注釈 2][6]」バス停より徒歩5分（本線・国仲線・岩首線・金丸線）
- 新潟交通佐渡「河原田本町」バス停より徒歩8分（本線・国仲線・南線・小木線・赤泊線・岩首線・金丸線）

## 現在までの卒業生数　（明治34年～令和元年）
佐渡高等学校 - 28811名
- 旧制佐渡中学校関係 - 3739名
- 旧制河原田高等女学校関係 - 2756名
- 新制佐渡高等学校 - 22316名

佐渡女子高等学校関係 - 11765名

## 著名な卒業生
- 本間雅晴（陸軍中将）
- 北一輝（思想家、中退）
- 北昤吉（思想家・評論家・政治家・教育者、北一輝の実弟）
- 浅島誠（学者・発生生物学、東京大学名誉教授、元日本学術会議副会長）
- 宮田亮平（文化庁長官、東京芸術大学学長）
- 齋藤兼吉（体育学者、中京大学教授、アントワープオリンピック競泳日本代表選手）
- 須藤健一（文化人類学者、堺市博物館館長、国立民族学博物館元館長）
- 池上裕子（歴史学者、成蹊大学名誉教授、角川源義賞）
- 後藤鉄男（物理学者、元日本大学理工学部教授）
- 曽我ひとみ（北朝鮮による拉致被害者、チャールズ・ジェンキンス夫人）
- 佐渡稔（俳優、劇団東京ヴォードヴィル団員）
- 甲斐元成（第2代佐渡市長、元新潟県糸魚川地域振興局長）
- 三浦基裕（第3代佐渡市長、元日刊スポーツ新聞社社長）
- 宇留間和基（元朝日新聞出版社長、J-CASTニュース編集長）
- 石塚由成（元西日本高速道路株式会社代表取締役社長）
- 菊地大稀（読売ジャイアンツ投手）

### 学校長・教職員
- 八田三喜（元学校長・東京府立第三中学校、旧制新潟高等学校校長を歴任）